# 윈덜 미들브룩스
윈덜 미들브룩스(Windell Middlebrooks, 1979년 1월 8일 ~ 2015년 3월 9일)는 미국의 배우이다.

## 출연 작품
- 바디 오브 프루프 1 (2011)
- 미스 마치 (2009)
- 잭과 코디, 우리 학교는 호화 유람선 (2008)